# Calytrix truncatifolia
Calytrix truncatifolia är en myrtenväxtart som beskrevs av Lyndley Alan Craven. Calytrix truncatifolia ingår i släktet Calytrix och familjen myrtenväxter. Inga underarter finns listade i Catalogue of Life.